# Zandvisachtigen
De zandvisachtigen (Gonorynchiformes of Gonorhynchiformes) vormen een orde van straalvinnige vissen.

## Kenmerken
De orde omvat zowel zoet- als zoutwatervissen. De vissen hebben een smalle bek en geen tanden. Verder bezitten ze een primitief weberapparaat.

## Taxonomie
Hoewel veel van de families tegenwoordig vrij klein zijn, zijn er verschillende fossiele geslachten gevonden. De Nederlandse benamingen zijn afkomstig uit Nelson
Orde Gonorynchiformes
Onderorde: Chanoidei
Geslacht: Aethalinopsis  †
Familie: Bandengen (Chanidae)
Onderfamilie: Rubiesichthyinae  †
Geslacht: Gordichthys  †
Geslacht: Rubiesichthys  †
Onderfamilie: Chaninae
Geslacht: Chanos
Geslacht: Dastilbe  †
Geslacht: Parachanos  †
Geslacht: Tharrhias  †
Onderorde: Gonorynchoidei
Geslacht: Apulichthys  †
Familie: Zandvissen (Gonorynchidae)
Geslacht: Notogoneus  †
Geslacht: Charitosomus  †
Geslacht: Judeichthys  †
Geslacht: Ramallichthys  †
Geslacht: Charitopsis  †
Geslacht: Gonorynchus
Onderorde: Knerioidei
Familie oorvissen (Kneriidae)
Geslacht: Cromeria
Geslacht: Grasseichthys
Geslacht: Kneria
Geslacht: Parakneria
Familie: moddervissen (Phractolaemidae)
Geslacht: Phractolaemus